# Ville de Penrith
Pour les articles homonymes, voir Penrith.
La ville de Penrith (en anglais : City of Penrith) est une zone d'administration locale de l'agglomération de Sydney, située dans l'État de Nouvelle-Galles du Sud, en Australie. 

## Géographie
La ville s'étend sur 405 km2 autour de la localité de Penrith, a environ 50 km à l'ouest de la ville de Sydney. Elle occupe la partie ouest de la plaine de Cumberland sur une distance d'environ 60 km du quartier d'Agnes Banks au nord jusqu'à celui de Wallacia au sud et est traversée par le cours de la rivière Nepean.

### Quartiers
| - Agnes Banks - Berkshire Park - Cambridge Gardens - Cambridge Park - Castlereagh - Claremont Meadows | - Colyton - Cranebrook - Dunheved - Emu Heights - Emu Plains - Erskine Park | - Glenmore Park - Jamisontown - Kemps Creek - Kingswood - Kingswood Park - Leonay | - Llandilo - Londonderry - Luddenham - Mount Vernon - Mulgoa - North St Marys | - Orchard Hills - Oxley Park - Penrith - Regentville - South Penrith - St Clair | - St Marys - Wallacia - Werrington - Werrington County - Werrington Downs |

## Histoire
La municipalité de Penrith est créée le 12 mai 1871, celles de St Marys le 3 mars 1890, de Mulgoa le 26 juillet 1893 et de Castlereagh le 9 septembre 1895. Mulgoa est intégrée au comté de Nepean en 1913.
Le 1er janvier 1949, les municipalités de Castlereagh, Penrith, St Marys et le quartier de Mulgoa fusionnent pour donner naissance à la nouvelle municipalité de Penrith, qui accède au statut de ville le 21 octobre 1959. Elle est agrandie le 25 octobre 1963 avec les quartiers d'Emu Heights et Emu Plains, détachés de la ville de Blue Mountains.

## Démographie
| 2001    | 2006    | 2011    | 2016    | 2021    |
| ------- | ------- | ------- | ------- | ------- |
| 171 870 | 172 140 | 178 467 | 196 066 | 217 664 |

## Politique et administration
La ville comprend trois subdivisions appelées wards. Le conseil municipal comprend quinze membres élus, à raison de cinq par ward, pour un mandat de quatre ans, qui à leur tour élisent le maire et son adjoint pour deux ans. Les dernières élections ont eu lieu le 4 décembre 2021.
| Élections | Parti libéral | Parti travailliste | Indépendants |
| --------- | ------------- | ------------------ | ------------ |
| 2016      | 5             | 7                  | 3            |
| 2021      | 6             | 5                  | 4            |

### Liste des maires
| Période           | Période         | Identité       | Étiquette    | Qualité |
| ----------------- | --------------- | -------------- | ------------ | ------- |
| septembre 2012    | septembre 2013  | Mark Davies    | Libéral      |         |
| septembre 2013    | septembre 2015  | Ross Fowler    | Libéral      |         |
| septembre 2015    | septembre 2016  | Karen McKeown  | Travailliste |         |
| 26 septembre 2016 | septembre 2018  | John Thain     | Travailliste |         |
| 24 septembre 2018 | septembre 2020  | Ross Fowler    | Libéral      |         |
| 28 septembre 2020 | 13 janvier 2022 | Karen McKeown  | Travailliste |         |
| 13 janvier 2022   | octobre 2023    | Tricia Hitchen | Libérale     |         |
| octobre 2023      | en cours        | Todd Carney    | Travailliste |         |

## Jumelages
- Penrith (Royaume-Uni)
- Fujieda (Japon)